# Huszczyce
Huszczyce (biał. Гушчыцы) – wieś na Białorusi, położona w obwodzie grodzieńskim w rejonie grodzieńskim w sielsowiecie obuchowskim.
Dawniej były to dwie sąsiednie wsie o tej samej nazwie: większa w gminie Skidel, mniejsza w gminie Żydomla. Rozdzielała je niewielka struga, dopływ Kotra. Obie części są nadal zabudowane.
Siedziba parafii prawosławnej; znajduje się tu cerkiew pw. św. Jerzego Zwycięzcy.

## Historia
Dawniej w województwie trockim Rzeczypospolitej Obojga Narodów. W czasach zaborów w granicach Imperium Rosyjskiego, w guberni grodzieńskiej. Dawniej były to dwie sąsiednie wsie o tej samej nazwie, które w latach 1921–1939 leżały w Polsce, w województwie białostockim, w powiecie grodzieńskim:
- większa wieś Huszczyce, po wschodniej stronie strugi, należała do gminy Skidel;
- mniejsza wieś Huszczyce, po zachodniej stronie strugi, należała do gminy Żydomla.

### Huszczyce (gmina Skidel)
Według Powszechnego Spisu Ludności z 1921 roku zamieszkiwało tu 122 osób, 37 było wyznania rzymskokatolickiego, 78 prawosławnego, 7 mojżeszowego. Jednocześnie 50 mieszkańców zadeklarowało polską przynależność narodową a 72 białoruską. Były tu 20 budynków mieszkalnych. 
Miejscowość należała do parafii prawosławnej w Skidlu i rzymskokatolickiej w Kaszubińcach. Podlegała pod Sąd Grodzki w Skidlu i Okręgowy w Grodnie; właściwy urząd pocztowy mieścił się w Skidlu. 16 października 1933 utworzyły (wraz z młynem wodnym Kotra) gromadę Huszczyce  w gminie Skidel. Koordynaty: 53°35'51.6"N 24°11'32.7"E

### Huszczyce (gmina Żydomla)
Według Powszechnego Spisu Ludności z 1921 roku zamieszkiwało tu 25 osób, 23 było wyznania rzymskokatolickiego, 2 prawosławnego. Jednocześnie 23 mieszkańców zadeklarowało polską przynależność narodową a 2 białoruską. Były tu 4 budynki mieszkalne. Miejscowość należała do parafii prawosławnej w Skidlu i rzymskokatolickiej w Kaszubińcach. Podlegała pod Sąd Grodzki w Skidlu Okręgowy w Grodnie; właściwy urząd pocztowy mieścił się w Żydomli. 16 października 1933 weszła wraz ze wsiami Żuki, Karole i Paniuki w skład gromady Żuki w gminie Żydomla. Koordynaty: 53°36'06.4"N 24°10'42.6"E
W wyniku napaści ZSRR na Polskę we wrześniu 1939 obie miejscowości znalazły się pod okupacją sowiecką. 2 listopada zostały włączone do Białoruskiej SRR. 4 grudnia 1939 włączone do nowo utworzonego obwodu białostockiego. Od czerwca 1941 roku pod okupacją niemiecką. 22 lipca 1941 r. włączone w skład okręgu białostockiego III Rzeszy. W 1944 zostały ponownie zajęte przez wojska sowieckie i włączone do obwodu grodzieńskiego Białoruskiej SRR.
Od 1991, już jako jedna miejscowość wchodzi w skład Białorusi.